# Familiada
Familiada – polski teleturniej oparty na formacie Family Feud emitowany od 1994 roku na antenie TVP2. Jego prowadzącym jest Karol Strasburger. Udział w programie biorą dwie rywalizujące ze sobą drużyny (początkowo wyłącznie rodziny), które odpowiadają na pytania, starając się odgadnąć najczęstsze wskazania ankietowanych. Cechą charakterystyczną teleturnieju jest też dowcip (zwany „krótką anegdotką” lub „historyjką”) często opowiadany na początku przez prowadzącego.

## Produkcja
Teleturniej powstaje na podstawie formatu Family Feud, którego właścicielem jest koncern Fremantle (stan na 2024 rok). Od początku emisji do 2024 roku produkcją programu zajmowała się spółka Astro (ostatni odcinek wyprodukowany przez Astro nosi numer 3023). W listopadzie 2024 roku podano do informacji, że produkcją kolejnych odcinków będzie się zajmować bezpośrednio przedsiębiorstwo FremantleMedia Polska.
Plansze produkcyjne:
- Fremantle International (1994–1998),
- Pearson Television (1999–2002),
- FremantleMedia (2002–2018),
- Fremantle (od 2018).

Przez pierwszych kilka miesięcy program nagrywano w warszawskim studiu JJW, a od 1995 do 2024 roku w studiu telewizyjnym w Warszawie przy ul. Inżynierskiej 4, w budynku dawnego kina „Syrena”. W 2025 roku realizacja programu została przeniesiona do studia TVP przy ul. Woronicza 17 w Warszawie.
Według wstępnych planów funkcję gospodarza programu miał pełnić Paweł Wawrzecki.

## Historia emisji
Informacje sprzed września 2006 roku pochodzą z archiwalnych programów telewizyjnych ze zbiorów Biblioteki Śląskiej w Katowicach. Informacje dotyczące emisji po lecie 2006 roku pochodzą z archiwalnego i bieżącego programu dla prasy Telewizji Polskiej.
Teleturniej po raz pierwszy nadano 17 września 1994 roku. W latach 1994–2012 (przez 18 rocznych sezonów telewizyjnych) jego emisja była ciągła, tj. nie miała przerw wakacyjnych. Kilkakrotnie jednak zmieniano porę emisji teleturnieju, co przedstawia poniższa tabela.
| Pory emisji teleturnieju „Familiada” |                                            |
| Przybliżony okres                    | Pora emisji                                |
| sezon 1994/1995                      | sobota i niedziela 16.30                   |
| sezon 1995/1996                      | sobota i niedziela ok. 15.00               |
| wakacje 1996                         | piątek ok. 16.30, sobota i niedziela 15.00 |
| sezon 1996/1997                      | sobota i niedziela 15.00                   |
| sezony 1997/1998 i 1998/1999         | sobota, niedziela i święta ok. 15.00       |
| sezony 1999/2000 i 2000/2001         | sobota, niedziela i święta 14.30           |
| od września 2001                     | sobota, niedziela i święta 14.00           |

W latach 1994–1997 program był emitowany jedynie w weekendy. W roku 1998 teleturniej zaczął ukazywać się również w Nowy Rok i Święto Niepodległości, od 1999 także w Święto Konstytucji 3 Maja, Boże Ciało i Wszystkich Świętych, a od 2000 już we wszystkie dni wolne od pracy (z nielicznymi wyjątkami).
Na przestrzeni 18 rocznych sezonów telewizyjnych nadano 1966 odcinków (na każdy sezon – z wyjątkiem 2011/2012 – przypadało ponad 100 wydań teleturnieju). 30 czerwca 2012 roku zakończono emisję premierowych wydań w sezonie 2011/2012 i rozpoczęto przerwę wakacyjną. Wtedy nowe odcinki przestały pojawiać się w czasie wakacji. Graniczne daty emisji w danych sezonach (od wprowadzenia przerw wakacyjnych) przedstawia poniższa tabela.
| Emisja teleturnieju „Familiada” od wprowadzenia przerw wakacyjnych |                |                  |                  |               |
| Sezon                                                              | Odcinki        | Początek emisji  | Koniec emisji    | Źródło        |
| 2012/2013                                                          | 1967–2049 (83) | 1 września 2012  | 2 czerwca 2013   | [ 9 ]         |
| 2013/2014                                                          | 2050–2130 (81) | 1 września 2013  | 15 czerwca 2014  | [ 9 ]         |
| 2014/2015                                                          | 2131–2213 (83) | 6 września 2014  | 14 czerwca 2015  | [ 9 ]         |
| 2015/2016                                                          | 2214–2296 (83) | 5 września 2015  | 12 czerwca 2016  | [ 9 ]         |
| 2016/2017                                                          | 2297–2384 (88) | 3 września 2016  | 11 czerwca 2017  | [ 9 ]         |
| 2017/2018                                                          | 2385–2469 (85) | 2 września 2017  | 10 czerwca 2018  | [ 9 ] [ 10 ]  |
| 2018/2019                                                          | 2470–2558 (89) | 1 września 2018  | 9 czerwca 2019   | [ 9 ] [ 11 ]  |
| 2019/2020                                                          | 2559–2640 (82) | 7 września 2019  | 11 kwietnia 2020 | [ 12 ]        |
| 2019/2020                                                          | 2559–2640 (82) | 2 maja 2020      | 7 czerwca 2020   | [ 12 ]        |
| 2020/2021                                                          | 2641–2728 (88) | 5 września 2020  | 6 czerwca 2021   | [ 12 ] [ 13 ] |
| 2021/2022                                                          | 2729–2815 (87) | 4 września 2021  | 5 czerwca 2022   | [ 12 ]        |
| 2022/2023                                                          | 2816–2902 (87) | 3 września 2022  | 4 czerwca 2023   | [ 12 ]        |
| 2023/2024                                                          | 2903–2979 (77) | 2 września 2023  | 3 maja 2024      | [ 12 ]        |
| jesień 2024                                                        | 2980–3023 (44) | 31 sierpnia 2024 | 4 stycznia 2025  | [ 12 ]        |
| wiosna 2025                                                        | 3024–3049 (26) | 1 marca 2025     | 18 maja 2025     | [ 12 ]        |

Zmiana producenta programu poskutkowała pierwszą w historii przerwą w emisji premier teleturnieju w sezonie zimowym. Według zapowiedzi z grudnia 2024 roku emisję pierwszych odcinków realizowanych przez nowego producenta zaplanowano na marzec 2025 roku.
Zmiany wywołane pandemią COVID-19
Z powodu rozprzestrzeniania się koronawirusa w Polsce, a co za tym idzie braku możliwości nagrania kolejnych odcinków, od 12 kwietnia do 1 maja 2020 TVP2 pokazywała powtórki teleturnieju. Za zgodą licencjodawcy dokonano modyfikacji w regułach i nagrano nowe odcinki. Premierowe wydania powróciły 2 maja. W związku z obowiązującymi przepisami sanitarnymi wprowadzono następujące zmiany w studiu i zasadach gry:
- liczbę zawodników w drużynie zmniejszono do trzech (dotyczy odcinków emitowanych w okresie od 2 maja 2020 do 11 września 2021 roku),
- nagrania zaczęto przeprowadzać bez publiczności (dotyczy odcinków emitowanych od 2 maja 2020 do 4 stycznia 2025[15]),
- na „beczce” zamontowano ściankę ze szkła akrylowego[16] (dotyczy odcinków emitowanych w okresie od 2 maja 2020 do 24 października 2021 roku i od 28 listopada 2021 do 3 września 2022[d]),
- prowadzący zachowywał większy dystans wobec uczestników,
- na koniec odcinka zawodnicy nie wychodzili na środek studia, tylko zostawali na swoich miejscach (dotyczy odcinków emitowanych od 2 maja 2020 do 14 października 2023)[e].

Poza przerwą w kwietniu 2020 roku program ukazywał się regularnie.
Powtórki w dni powszednie
Telewizyjna Dwójka w lutym 2018 roku wprowadziła kolejną emisję powtórek teleturnieju. Miały się one ukazywać od poniedziałku do piątku o godzinie 14.00 (tak jak premiery), ale ostatecznie umieszczono je w popołudniowym paśmie o 16.00, później zaś (po zmianie godziny emisji „Koła fortuny”) przesunięto je na 16.35. Bywa, że te powtórkowe emisje trafiają do zestawienia dwudziestu najliczniej oglądanych programów tygodnia.
TVP VOD
We wrześniu 2015 roku nadawca zaczął udostępniać bieżące odcinki programu w serwisie TVP VOD (początkowo po premierze w telewizji, później chwilę po rozpoczęciu emisji w telewizji). Z powodu ograniczeń licencyjnych kolejne wydania są po pewnym czasie wycofywane z platformy.

## Zasady gry
W programie uczestniczą przedstawiciele dwóch drużyn, z których każda liczy: 5 osób (do stycznia 2025) lub 4 osoby (od marca 2025). Początkowo zespoły mogły składać się wyłącznie z członków jednej rodziny, lecz od 2007 roku zespoły mogą tworzyć także grupy znajomych. Każda drużyna ma wyznaczonego kapitana – głowę drużyny (bądź głowę rodziny). Gra polega na udzielaniu takich odpowiedzi, na które wskazało wcześniej najwięcej ankietowanych osób, z założenia stu. Teleturniej dzieli się na dwa etapy: pierwszy, który trwa tak długo, aż jedna z drużyn zdobędzie łącznie przynajmniej trzysta punktów (składa się zatem z dowolnej liczby rund; w praktyce najczęściej pięciu, czasem czterech lub sześciu) oraz finał. Drużyna, która dostaje się do finału, bierze udział w następnym programie, przy czym wystąpić może w maksymalnie trzech odcinkach z rzędu.
Każda drużyna ma swój kolor – czerwony lub niebieski; po czerwonej części studia staje drużyna, która w poprzednim odcinku weszła do finału, po niebieskiej zawsze drużyna debiutująca. W przypadku, gdy do gry przystępują dwie nowe drużyny, o zajmowanym stanowisku decyduje losowanie.

### Pierwszy etap
Zawodnicy – w pierwszej kolejce głowy rodzin bądź drużyn, potem kolejne osoby – podchodzą do pulpitu przy tablicy (tzw. beczki), po czym prowadzący czyta pytanie. Gracze zgłaszają się do odpowiedzi poprzez wciśnięcie przycisku. Jako pierwszy odpowiada gracz, który zgłosi się szybciej. Drużyna, której przedstawiciel poda wyżej punktowaną odpowiedź (czyli taką, która padała w ankietach częściej), decyduje, czy odpowiada na to pytanie dalej, czy przekazuje pytanie drużynie przeciwnej (ta zasada obowiązuje od odcinka z 22 września 2019; wcześniej na pytanie automatycznie odpowiadała drużyna, której przedstawiciel zwyciężył pojedynek przy „beczce”). Jeśli żaden z dwóch zawodników stojących przy „beczce” nie odpowie poprawnie na zadane pytanie (tj. nie udzieli odpowiedzi albo poda niewystępującą na tablicy), to prowadzący pyta kolejną osobę z każdego zespołu; jako pierwszą pyta drużynę, do której należy uczestnik, który zgłosił się pierwszy. W przypadku, gdy pierwsze cztery odpowiedzi okażą się niewłaściwe, następuje zmiana pytania. Do każdego pytania przypisanych jest od trzech do sześciu odpowiedzi (dawniej do siedmiu–ośmiu).
Prowadzący pyta kolejnych członków drużyny, często także rozmawiając z nimi na temat ich życia zawodowego i prywatnego. Za podanie poprawnej odpowiedzi – tj. takiej, która występuje na tablicy – do puli trafia przypisana jej liczba punktów, która ustalana jest na podstawie liczby osób ankietowanych, które odpowiedziały w ten sam sposób – w założeniu jeden punkt powinien odpowiadać jednej odpowiedzi od ankietowanych. Członkowie drużyny odpowiadają indywidualnie i nie mogą sobie nawzajem podpowiadać.
- Jeśli odpowiadająca drużyna wskaże wszystkie punktowane odpowiedzi, wygrywa daną rundę i otrzymuje wszystkie punkty z tablicy.
- Gdy odpowiadająca drużyna poda złą odpowiedź po raz drugi, jej przeciwnicy otrzymują prawo do narady.
- Gdy odpowiadająca drużyna poda złą odpowiedź po raz trzeci, prawo odpowiadania przejmują przeciwnicy. Jeśli udzielą właściwej odpowiedzi (przy czym podają tylko jedną, a ostateczna decyzja należy do głowy rodziny lub drużyny), to oni wygrywają daną rundę i przejmują wszystkie włożone dotychczas punkty do puli danego pytania oraz (od 1999) dostają punkty za swoją odpowiedź; jeśli nie podadzą odpowiedzi, która występuje na tablicy (na dowolnej pozycji), to rundę wygrywa drugi zespół (i zdobywa uzbierane do puli punkty).

Po zakończeniu jednej rundy rozpoczynana jest następna – do „beczki” podchodzą kolejni członkowie drużyn (do pytania drugiego osoby stojące na drugiej pozycji i tak dalej, później ponownie kapitanowie drużyn, do ewentualnych kolejnych pytań – następne osoby w kolejce).
Punktacja w pierwszych trzech rundach pozostaje standardowa, w czwartej rundzie liczbę punktów mnoży się przez 2, a od piątej mnoży się przez 3. W pierwszych wydaniach teleturnieju już trzecie pytanie było mnożone przez 2, czwarte i kolejne – przez 3. Kilkakrotnie zdarzyło się, że widoczna na tablicy suma punktów za jedno pytanie przekraczała 100.
Do finału awansuje ta drużyna, która jako pierwsza zdobędzie przynajmniej 300 punktów.

### Finał
Do udziału w finale zwycięska grupa wyznacza dwóch reprezentantów.
Pierwsza osoba odpowiada na pytania, podczas gdy druga słucha muzyki w tzw. kąciku muzycznym (aby nie słyszeć pytań ani odpowiedzi). Zawodnik ma piętnaście sekund, aby odpowiedzieć na pięć pytań czytanych przez prowadzącego. Każde pytanie może pominąć, mówiąc „dalej” – wtedy prowadzący czyta kolejne pytanie, a po przeczytaniu wszystkich wraca do pominiętych. Po udzieleniu odpowiedzi na wszystkie pytania lub po upływie czasu następuje sprawdzenie liczby punktów zdobytych przez pierwszego finalistę (za nieudzielenie odpowiedzi liczy się zero punktów).
Drugi finalista, opuściwszy „kącik muzyczny”, widzi tylko sumę punktów zdobytych przez poprzednika, nie widzi podanych przez niego odpowiedzi. Prowadzący czyta te same pytania, a zegar odlicza tym razem dwadzieścia sekund. Większa ilość czasu wynika z tego, że jeśli gracz poda taką samą odpowiedź co poprzednik, wtedy usłyszy charakterystyczny dźwięk i musi podać inną. Również drugi finalista może pomijać pytania. Zarówno pierwszemu, jak i drugiemu finaliście czas na odpowiedzi zaczyna być mierzony po przeczytaniu przez prowadzącego pierwszego pytania.
Jeśli drużyna łącznie zdobędzie przynajmniej 200 punktów, wygrywa finał.

### Nagrody
Przegrana drużyna otrzymuje kwotę pieniężną równą liczbie zdobytych punktów pomnożonej przez 3 PLN (do okolic końca 1998 roku mnożnikiem było 2,5 PLN, choć początkowo 25 000 PLZ) oraz symboliczne nagrody od sponsora, np. kuferki ze słodyczami. Okresowo uczestnicy dostawali także pamiątkowe zdjęcie.
Gdy drużyna nie wygrywa finału, to jej nagroda jest równa sumie punktów zdobytych w części pierwszej (do 4 stycznia 2025 dodawano tego wyniku również punkty zdobyte w finale) pomnożonej przez 3 PLN (dawniej 2,5 PLN, choć początkowo 25 000 PLZ).
Drużyna wygrywająca finał otrzymuje sumę (1 + 2):
1. potrojonej liczby punktów z pierwszego etapu (w PLN; dawniej mnożnik wynosił 2,5 PLN, choć początkowo 25 000 PLZ);
2. nagrody za zdobycie dwustu punktów w finale:
  - w 1994 – 100 000 000 PLZ,
  - w latach 1995–1998 – 10 000 PLN,
  - od roku 1999 do 21 września 2019 – 15 000 PLN,
  - od 22 września 2019 – 25 000 PLN.

## Oglądalność w telewizji linearnej (od 2009)
Uwaga: Informacje dotyczące oglądalności opracowano na podstawie badań przeprowadzanych przez przedsiębiorstwo Nielsen. Odnoszą się one wyłącznie do pierwszych emisji telewizyjnych danych odcinków – nie uwzględniają oglądalności powtórek, wyświetleń w serwisach wideo na życzenie (np. TVP VOD) itp. W przypadku nowszych danych podane wartości mogą dotyczyć oglądalności tylko w czasie pierwszej emisji telewizyjnej lub także z uwzględnieniem oglądania w tym samym dniu, ale nie w czasie emisji (VOSDAL).
| Okres                              | Średnia oglądalność premier | Średnia oglądalność premier | Źródło        |
| Okres                              | Widownia                    | Udział w paśmie             | Źródło        |
| ---------------------------------- | --------------------------- | --------------------------- | ------------- |
| marzec–kwiecień 2009               | 3,18 mln                    | 34,2%                       | [ 21 ]        |
| marzec–kwiecień 2010               | 3,04 mln                    | 31,7%                       | [ 21 ]        |
| 1 stycznia–22 maja 2011            | 2,71 mln                    | 27,6%                       | [ 22 ]        |
| 1 stycznia–20 maja 2012            | 2,44 mln                    | 25,8%                       | [ 22 ]        |
| 1 września–27 października 2013    | 1,86 mln                    | 21,6%                       | [ 23 ]        |
| 1 września–9 listopada 2015        | 1,90 mln                    | 20,5%                       | [ 24 ] [ 25 ] |
| 1 stycznia–6 listopada 2016        | 1,82 mln                    | 19,0%                       | [ 26 ]        |
| 1 stycznia–5 listopada 2017        | 1,93 mln                    | 20,4%                       | [ 26 ]        |
| 2 września 2017 – 10 czerwca 2018  | 1,94 mln                    | 20,3%                       | [ 27 ]        |
| 5 września 2020 – 6 czerwca 2021   | 1,58 mln                    | 16,8%                       | [ 28 ]        |
| 3 września 2022 – 4 czerwca 2023   | 1,11 mln                    | 13,1%                       | [ 29 ]        |
| 2 września–5 listopada 2023        | 0,91 mln                    | 12,0%                       | [ 30 ]        |
| 2 września 2023 – 5 maja 2024      | 0,97 mln                    | 11,9%                       | [ 31 ]        |
| 31 sierpnia 2024 – 4 stycznia 2025 | 0,94 mln                    | 12%                         | [ 32 ]        |
| 1 marca–18 maja 2025               | 0,91 mln                    | 12,2%                       | [ 33 ] [ 34 ] |

## Oprawa programu

### Motyw teleturnieju
Symbolem „Familiady” jest rzepka z wiersza Juliana Tuwima o tym samym tytule. Motyw jej wyciągania wykorzystano w czołówce do zasygnalizowania rywalizacji drużyn w turnieju, choć – w przeciwieństwie do wiersza – w czołówce teleturnieju rzepę ciągnęły dwie rodziny, nie jedna. Ta ponadto nie została wyciągnięta, a rozpruta, po czym wyleciały z niej pieniądze. Czołówka była oparta na tym zamyśle przez pierwszych 30 lat emisji. Wiosną 2025 roku program zyskał nową czołówkę, w której rzepkę ciągną nie rodziny, lecz oplatające ją sznury – czerwone i niebieskie (zgodnie z kolorystyką drużyn). Dodatkowym symbolem rzepy jest stawka w grze – liczba rzep na ekranie podczas rozpoczęcia rundy symbolizuje czynnik, przez jaki jest mnożona suma punktów w każdej rundzie.

### Scenografia
| Lata                               | Opis | Autor scenografii |
| ---------------------------------- | --- | ----------------- |
| 17 września 1994 – 4 września 2005 | Po prawej i po lewej stronie studia stały dwa długie, faliste pulpity koloru srebrnego, na których było po 5 mikrofonów, a przy przedniej ścianie był mały pulpit z dwoma mikrofonami dla zawodników. Podłoga była szara z trzema stopniami. Ściana, na której jest tablica wyników, była koloru jasnego. Ściany, za zawodnikami, były podświetlone na kolory czerwony i niebieski – nad wymienionymi elementami studia znajdowały się też charakterystyczne przetłoczenia, które były podświetlane; zaś pod ścianami, były długie szare schodki podświetlene na zielono. Na początku 1999 roku studio przeszło zmiany kosmetyczne – pulpity pomalowano na kolor żółty, podłoga na której stały na fioletowo, a podłoga na środku studia, została przemalowana na żółto; w roku 2001 owe podłogi zostały obłożone srebrną oraz niebieską tapicerką. Czerwona i niebieska ściana miały plamy (przypominające listki) o różnych odcieniach. | Wiesław Olko      |
| 10 września 2005 – 4 stycznia 2025 | Studio o wiele bardziej kolorowe niż poprzednie. Podłoga częściowo koloru jasnoszarego, a częściowo (od 2010) czarna, na której zastosowano efekt lustra. Wcześniej niebieska. Pulpity kształtu owalnego, koloru szarego. Na pierwszym planie znajdował się podest, na którym w latach 2005–2012 napis tytułowy był płaski, a od 2012 z liter-klocków ułożony był napis „Familiada”. Boczne ściany studia były również kształtu owalnego, w zewnętrznej części były szare. Każda z nich jest w środku niebieska albo czerwona – zależnie od drużyny. Tablica wbudowana była w owalną konstrukcję, która z lewej strony była oświetlona na czerwono, a z prawej na niebiesko. Od marca 2010 pod sufitem znajdował się szereg reflektorów. Tło pomiędzy poszczególnymi elementami scenografii stanowił kolor różowo-fioletowy. Studio przechodziło liftingi 6-krotnie (w 2006, 2009, 2010, 2012, 2015 i 2019 roku). Po zmianie w 2012 na pulpitach zawodników pojawiły się elektroniczne tablice z nazwiskami (bądź nazwami) grających, zastępując duże plakietki z literami. W 2019 roku studio przeszło poważniejszy lifting – pulpity drużyn oraz pozostałe elementy scenografii zostały lekko zmodyfikowane, podobnie jak pulpit prowadzącego – tzw. „beczka” (zlikwidowano fioletową zakrywkę), podłoga została lekko odświeżona, zmieniono także ilość stopni schodów z dwóch do jednego. | Michał Białousz   |
| od 1 marca 2025                    | Podłoga częściowo koloru białego. Pulpit jest podzielony na trzy części, część przy której stoi prowadzący jest przezroczysty poza owalną częścią, a dwie części, przy których stoją uczestnicy są białe ze światłami czerwonymi i niebieskimi. Na pierwszym planie znajduje się niewielkie wgłębienie, na którym widnieje napis Familiada i do którego wchodzą prowadzący i odpowiadający finalista w trakcie finału. Boczne ściany studia są również kształtu owalnego, w zewnętrznej części są szare. Każda z nich jest w środku niebieska albo czerwona – zależnie od drużyny. Ściana, na której widnieje tablica ma kolory czerwony i niebieski. Nie licząc odcinków specjalnych, ściany i wgłębienie zmieniają kolory na czerwony lub niebieski w zależności do tego, która drużyna wejdzie do finału. | Michał Białousz   |

### Oprawa graficzna
Studio Miniatur Filmowych w Warszawie wykonało techniką kreskówkową czołówkę, którą emitowano od 17 września 1994 do 18 listopada 2007 roku oraz od 17 marca 2012 do 4 stycznia 2025 roku. Czołówka trzykrotnie przechodziła drobne poprawki graficzne: w roku 2000, 2005 i 2012 po przywróceniu jej do emisji. Nawiązuje ona do wiersza Juliana Tuwima pt. Rzepka. W animacji dziadek podbiega do rzepki i próbuje ją wyciągnąć, a gdy nie daje rady, przybiega do niego babcia i kolejno trzy następne postacie. W następnym ujęciu widać nać ciągniętą raz na prawo, raz na lewo (przez dwie rodziny). Kadr rozszerza się, ukazując na środku ekranu rzepkę, ciągniętą w przeciwne strony przez dwie rodziny. Rzepka przepoławia się i wylatują z niej pieniądze, a wraz z nimi złoty napis „Familiada”. Po rozerwaniu rzepki pojawia się studio, a na tablicy wyświetla się tytułowy napis. Następuje powtórzenie motywu muzycznego (zdarzają się wyjątki w odcinkach specjalnych, rzadko w zwykłych, kiedy muzyka z czołówki słyszana jest tylko raz, wtedy bez przedstawiania drużyn goście przystępują do występu artystycznego, choć czasami prowadzący wchodzi do studia i od razu zapowiada ten występ).
W latach 2007–2012 emitowana była podobna czołówka, wykonana techniką animacji komputerowej. Po niecałych pięciu latach emisji została wycofana i powrócono do dawnej, kreskówkowej wersji.
1 marca 2025 teleturniej zyskał zupełnie nową czołówkę autorstwa Marka Bednarczyka. Przedstawia ona trójwymiarową rzepkę, która zaczyna przemieszczać się po ekranie, a następnie zostaje związana sznurami, które ją przepoławiają, po czym wydobywają się z niej złote monety.

### Powitanie
W każdym zwykłym odcinku (oraz w odcinkach specjalnych w pierwszych kilku latach, 24 września 2016 i od 11 listopada 2017) po rozerwaniu rzepy lektor wita telewidzów oraz przedstawia zawodników i prowadzącego (przez pierwszych kilka podczas powitania nie były podawane imiona zawodników, a jedynie nazwiska rodzin). Jego kwestia zmieniała się kilkukrotnie, a w obecnej formule brzmi:

Witamy państwa w teleturnieju „Familiada”. Dziś spotkamy się z rodziną / drużyną pod nazwą [nazwisko/nazwa oraz imiona]. Ich przeciwnikami/przeciwnikiem będzie rodzina / drużyna pod nazwą [nazwisko/nazwa oraz imiona]. Gospodarzem programu jest Karol Strasburger.

Od 17 września 1994 do roku 1995 funkcję lektora pełnił Marek Gajewski, następnie od 1995 do 4 września 2005 – Piotr Olędzki, a od 10 września 2005 funkcję tę pełni Daniel Pachelski. W odcinkach z 27 i 28 lutego 2016 lektorem wyjątkowo była Anita Sajnóg.

### Oprawa muzyczna
Motyw muzyczny programu od początku jego nadawania jest taki sam, został jednak nieznacznie odświeżony w październiku 2012 roku. Utwór wykorzystany w czołówce oraz dżinglach podczas finału nosi nazwę „Main Street U.S.A.” i jest autorstwa Johna Hobbsa. Utwór z tyłówki pt. „Lordy, Lordy!” został skomponowany przez Ala Cappsa. Ponadto z tego utworu pochodzą też dżingle używane na początku i końcu każdej rundy oraz na rozpoczęcie finału.

### Tablica
Bardzo charakterystycznym elementem programu była tablica elektromagnetyczna typu flip-dot wyświetlająca odpowiedzi oraz punkty. Używana była od samego początku emisji do 4 stycznia 2025 roku. Składała się z 10 500 drobnych kółek, które obracając się na kolorową stronę, tworzyły litery i cyfry. Aby tablica poprawnie działała, napisano do niej specjalny program (którego działanie parokrotnie zmieniano, co miało wpływ na wygląd wyświetlanych liter i cyfr). Dokładnie tego samego ekranu używano w latach 1991–1992 w szwedzkiej wersji „Family Feud”.
W odcinkach z 21, 27 i 28 października 2012 wyjątkowo używano innej tablicy – działającej na zasadzie ekranów LCD.
W odcinkach emitowanych od 1 marca 2025 roku używana jest nowa tablica w formie ekranu LED, imitująca wygląd oryginalnej tablicy.

## Wydania specjalne

### Odcinki specjalne

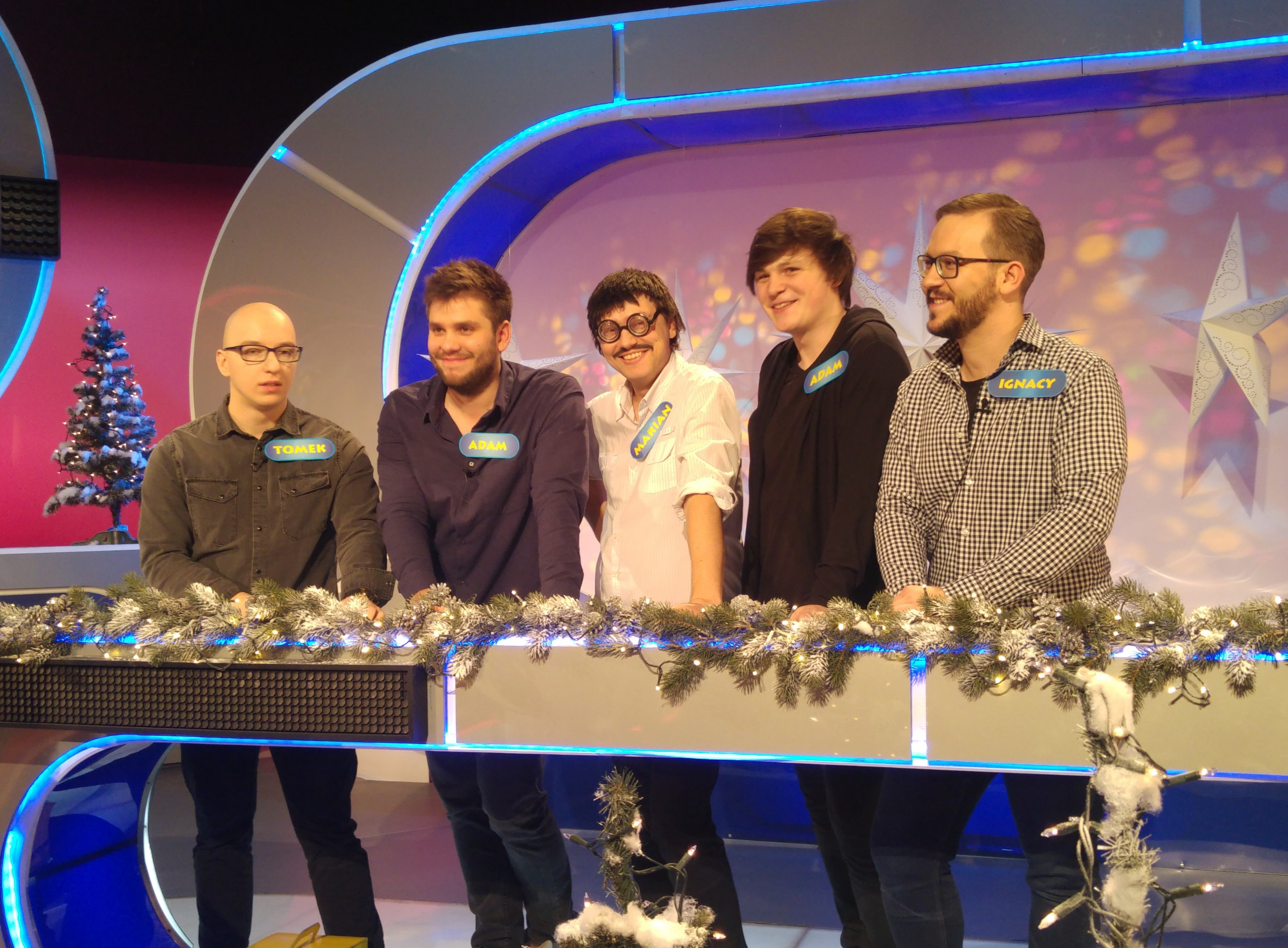
Uczestnicy odcinka specjalnego (wyemitowanego 26 grudnia 2017 roku)

Z okazji różnych świąt (najczęściej Świąt Bożego Narodzenia, Wielkanocy lub Nowego Roku) TVP2 emituje wydania specjalne programu. Udział w nich biorą zaproszeni przez organizatorów goście – zazwyczaj osoby znane ze świata show-businessu, sportu itp., a czasem reprezentanci pewnych grup społecznych, jak np. wojskowi, osoby niepełnosprawne. Gra przebiega na takich samych zasadach, co w odcinkach zwykłych. Zwyczajowo zwycięska drużyna zaprasza do finału osobę z drużyny przeciwnej (wtedy drużyna, która zdobyła mniej punktów nie jest eliminowana); zwyczaj ten nie obowiązywał do około 2000 roku (poza kilkoma wyjątkami). Wygrane w odcinkach specjalnych przekazywane są na cele charytatywne.
W odcinku specjalnym nadanym 26 września 2015 roku prowadzący oraz profil programu na Facebooku poinformowali o nowej zasadzie, według której w odcinkach specjalnych drużyna, która nie wygrała finału otrzymuje 5000 złotych nagrody pocieszenia. Nigdy nie skorzystano z tej opcji.
W odcinku nadanym 11 listopada 2021 roku – w przeciwieństwie do innych odcinków specjalnych – nie padła informacja, że uczestnicy grają na cele charytatywne oraz – również w przeciwieństwie do innych odcinków specjalnych – drużyna, która nie przekroczyła progu 300 punktów w pierwszym etapie nie miała swojego reprezentanta w finale, ale otrzymała standardową nagrodę w wysokości trzykrotności zdobytej liczby punktów.

### Odcinki jubileuszowe
12 października 2003 roku wyemitowano 1000. odcinek Familiady. Był on jednocześnie finałem 4. Turnieju Mistrzów. Z okazji jubileuszu życzenia dla Karola Strasburgera i Familiady złożyli prowadzący zagraniczne edycje formatu Family Feud, a także gospodarze niektórych programów nadawanych w Dwójce. Ponadto w studio pojawiły się Agata Młynarska oraz Nina Terentiew – dyrektor TVP2, która wręczyła pamiątkowe rzepki gospodarzowi – Karolowi Strasburgerowi, producentowi Ryszardowi Krajewskiemu i reżyserowi Grzegorzowi Warchołowi. Gościem muzycznym odcinka był zespół Leszcze. Odcinek ten był najdłuższy w historii, gdyż trwał 50 minut.
27 września 2009 roku wyemitowano specjalne wydanie z okazji 15. urodzin teleturnieju. Wzięły w nim udział drugie pokolenia rodzin, które wystąpiły w pierwszym odcinku programu. Na początku programu pokazano fragment 1. odcinka Familiady (z 17 września 1994) zawierający czołówkę i przedstawienie rodzin. W tym odcinku wszystkie pytania (wraz z tymi samymi odpowiedziami i liczbą punktów) pochodziły z odcinków wyemitowanych 17 września 1994 (pierwsze pytanie) oraz w Boże Narodzenia 2002, 2007 i 2008 roku.
Kolejny odcinek jubileuszowy wyemitowano 5 października 2014 roku z okazji 20-lecia programu. Był to jednocześnie Finał VII edycji Turnieju Mistrzów. Na widowni znaleźli się goście specjalni – 20-latkowie, którzy urodzili się we wrześniu 1994 roku, kiedy Familiada zadebiutowała w Polsce. Wszystkie pytania w tym odcinku były związane z teleturniejem lub urodzinami. Z okazji jubileuszu życzenia składali Tadeusz Sznuk, Maciej Kurzajewski i Agata Młynarska, a także Marta Kielczyk, Hanna Lis oraz Tomasz Wolny.
3 listopada 2024 roku wyemitowano 3000. odcinek programu. Zmierzyli się w nim zwykli zawodnicy. Jako akcent jubileuszowy ponownie pojawiło się pytanie o więcej niż jedno zwierzę, które pierwszy raz zadano w 2004 roku. Przypomniano też fragment tego odcinka z odpowiedziami uczestników. Na koniec odcinka – podobnie jak na jubileusz 20-lecia – pojawiły się nagrane życzenia od prezenterów innych programów rozrywkowych TVP oraz lektora programu, Daniela Pachelskiego. 
5 czerwca 1999 roku wyemitowano 500. odcinek teleturnieju, 27 października 2001 – odcinek 777., 12 października 2003 – odcinek 1000., 24 marca 2008 (poniedziałek Wielkanocny) – odcinek 1500., 23 grudnia 2012 – odcinek 2000., 9 grudnia 2018 – odcinek 2500., a 3 listopada 2024 – odcinek 3000.

### Turnieje Mistrzów
Co kilka lat w „Familiadzie” organizowany jest Turniej Mistrzów, w którym rywalizują rodziny i drużyny, którym udało się wygrać najwyższe sumy w latach poprzedzających dany Turniej Mistrzów. Do tej pory odbyło się 8 edycji konkursu, kolejno w latach: 1996, 2000, 2001, 2003, 2005, 2009, 2014, 2016. Każda edycja odbywa się metodą pucharową, czyli drużyna, która wejdzie do finału nadal gra w turnieju (nawet jeśli w finale nie wygra głównej nagrody), a jej przeciwnicy kończą grę.
Turniej Mistrzów 1996
I edycja Turnieju Mistrzów została nadana na początku 1996 roku. Wzięło w nim udział 10 rodzin, które wygrały dwa bądź trzy odcinki. W finale turnieju spotkały się rodziny Michalskich (zwycięzcy) i Wojtkunów. Nagrodą specjalną dla zwycięskiej rodziny była wycieczka do Tunezji.
Turniej Mistrzów 2000
Turniej ten emitowany był w dniach 10 września – 1 października 2000. Wzięło w nim udział 8 rodzin, a główną nagrodą był samochód. Zwycięzcami tej edycji została rodzina Kitów, która w rozgrywce finałowej pokonała rodzinę Strojnych.
Turniej Mistrzów 2003
W IV edycji Turnieju Mistrzów Familiady w 2003 roku, której emisja rozpoczęła się w czerwcu, wzięły udział 32 rodziny. W Finale, który nadano 12 października (był to jednocześnie 1000. odcinek teleturnieju), zwyciężyły siostry Witkowskie, które pokonały rodzinę Kozaków i wygrały w sumie 52 725 zł, mieszkanie z garażem i ogródkiem w Warszawie, zestawy komputerowe oraz sprzęt AGD.
Turniej Mistrzów 2009
VI edycja Turnieju Mistrzów została rozegrana z okazji 15-lecia Familiady i była nadawana w dniach 3 października – 15 listopada 2009. Brały w nim udział najlepsze rodziny i drużyny, które występowały w Familiadzie w latach 2005–2009. W eliminacjach (3–25 października 2009) walczyło 16 rodzin, z czego najlepsza ósemka grała dalej w ćwierćfinałach (31 października – 8 listopada 2009). 4 zwycięskie drużyny wystąpiły w półfinałach (11 i 14 listopada 2009), a dwie najlepsze drużyny weszły do finału, który się odbył 15 listopada 2009. Mistrzami Familiady 2009 została drużyna Elektroników, jednocześnie zostając pierwszą drużyną, która wygrała Turniej Mistrzów. Oprócz głównej nagrody wygrali oni w Finale pięć 32-calowych telewizorów LCD oraz nagrodzeni zostali złotymi medalami. Drugie miejsce zajęła rodzina państwa Fronczyków, a trzecie drużyna Służby Zdrowia. Obydwie te drużyny wygrały dodatkowo sprzęt RTV i AGD oraz dostały srebrne i brązowe medale.
Turniej Mistrzów 2014
VII edycja Turnieju Mistrzów została rozegrana z okazji 20-lecia Familiady w dniach 14 września – 5 października 2014. Brało w nim udział 8 najlepszych drużyn występujących w teleturnieju w latach 2009–2014. W związku z tym zostały rozegrane od razu ćwierćfinały, w których brały udział następujące drużyny:
- Pokerzyści oraz Filolodzy,
- Sułkowie oraz Osolanki,
- Absolwenci oraz Harcerki,
- Matusiakowie oraz Klan Marchewek.

Do półfinałów awansowali zwycięzcy odcinków ćwierćfinałowych:
- Filolodzy oraz Sułkowie,
- Klan Marchewek oraz Harcerki.

Rozgrywka finałowa odbyła się pomiędzy Klanem Marchewek a Filologami.
Tytułem Mistrza Familiady 2014 została uhonorowana drużyna Klanu Marchewek, która we wszystkich odcinkach, w których brała udział wygrała w sumie 69 084 zł. Oprócz tego zwycięzcy dostali sprzęt AGD oraz specjalny puchar.
Turniej Mistrzów 2016
VIII edycja Turnieju Mistrzów rozpoczęła się 5 marca 2016. Wzięło w niej udział 8 drużyn, które wygrały największe kwoty w programie w ciągu ostatnich 17 miesięcy. W rozgrywkach zmierzyli się:
- Szczypiornistki kontra Klainowie (5 marca 2016),
- Zakręceni kontra Pilarczykowie (6 marca 2016),
- Anioły kontra Fabrykanci (12 marca 2016),
- Dystrykt C kontra Bogdan (13 marca 2016).

W półfinałach zmierzyli się:
- Szczypiornistki kontra Zakręceni (19 marca 2016),
- Anioły kontra Bogdan (26 marca 2016).

W Wielkim Finale, który odbył się 2 kwietnia 2016 zmierzyły się drużyny Szczypiornistek oraz Aniołów. Zwyciężczyniami Turnieju Mistrzów 2016 została drużyna Szczypiornistek, która we wszystkich swoich występach w teleturnieju wygrała w sumie 67 611 zł. Dodatkowo zwycięzcy otrzymali, dla każdej osoby z drużyny, zaproszenie na 5-dniowy pobyt wraz z osobą towarzyszącą do jednego z polskich hoteli. Drugie miejsce przypadło drużynie Aniołów, która w sumie wygrała 54 159 zł oraz 5 pralek automatycznych. Ostatnie miejsce na podium zajęła rodzina Bogdan (16 188 zł w samym Turnieju Mistrzów), a czwarte miejsce drużyna Zakręconych (2682 zł w samym Turnieju Mistrzów). Obie te drużyny dostały w nagrodę szwajcarskie zegarki, natomiast wszystkie 4 najlepsze drużyny otrzymały także specjalną statuetkę.

## Konkursy dla telewidzów
W roku 2006 wprowadzono konkurs SMS-owy, którego zasady kilka razy zmieniano. Jego charakter był modyfikacją zasad właściwej gry: telewidz spośród wskazanych na ekranie odpowiedzi miał wskazać tę, która warta była najwięcej punktów. W niektórych wersjach konkursu widzowie otrzymywali także wiadomości z kolejnymi pytaniami. Za zwycięstwo w loterii można było otrzymać pieniądze (różne wartości od 1000 do 10 000 złotych) lub czasem nagrody rzeczowe. Konkursy SMS-owe zakończono 30 kwietnia 2016 roku.
Okazjonalnie konkursy dla widzów odbywają się poprzez portal społecznościowy Facebook. Za jego pomocą internauci mogą także przesyłać propozycje dowcipów oraz pytań do wykorzystania w programie.